# Симферопольская девичья караимская школа имени Э. Ч. Коген
Симферопольская девичья караимская школа имени Э. Ч. Коген — частное бесплатное караимское училище 3-го разряда, открытое 19 (31) января 1892 г. Инициатором создания явился караимский просветитель и педагог И. И. Казас.

## История
Была открыта в 1892 г. в Симферополе по инициативе караимского просветителя И. И. Казаса. Заведующая — Анна Ильинична Казас, дочь И. И. Казаса. Впоследствии, в связи с замужеством (А. И. Казас вышла замуж за гевира харьковской караимской общины М. М. Кальфа), А. И. Казас переехала в Харьков, а на её место в 1893 г. заведующей школой вступила выпускница Симферопольской женской казённой гимназии Султан (Софья) Марковна Сараф. Эта школа стала образцом для создания женских караимских школ в других городах Крыма.
Школа была частной, но бесплатной и содержалась на средства заведующей С. М. Сараф, субсидий от города, (в частности, от Симферопольской городской управы) в размере 100—150 руб., добровольных взносов от караимского благотворительного общества, пожертвований частных лиц, а также на средства от ежегодных благотворительных вечеров.
В Симферопольскую девичью караимскую школу имени Э. Ч. Коген принимались девочки караимского вероисповедания всех сословий. По уставу школы, в это учебное заведение могло быть принято до 40 учениц, в возрасте от 7 до 11 лет. Так, в 1892 г. в школе обучалась 31 девочка; в 1897 г. — 25; в 1898 г. — 25; в 1899 г. — 22; в 1900 г. — 28; в 1910 г. — 26 девочек. Помимо караимского вероучения, воспитанниц обучали русскому языку, истории, географии, арифметике, черчению, рисованию, рукоделию.
С 1892 по 1894 гг.  курс караимского вероучения читал  Илья Ильич Казас. С 1900 г. в школе работали учитель пения и две учительницы «по предметам»; с 1892 г. и на протяжении 25 лет в ней трудилась Рахиль (Раиса) Яковлевна Хаджи, выпускница Симферопольской женской казённой гимназии. С начала 1900-х гг. Р. Я. Хаджи стала заведовать школой и преподавать в ней все предметы сама. Через её руки прошли десятки учеников. За десятилетия учительской работы она была награждена «Золотой медалью» для ношения на груди.
В 1902 г. на постройку здания симферопольского караимского женского бесплатного училища вдова киевского купца Эстер Чефаньевна Коген пожертвовала симферопольскому караимскому благотворительному обществу 15 тыс. руб. с условием наименования школы Когеновской. Вероятно, с этого времени школа переехала в домовладение по ул. Кантарной, 13 (ныне ул. Чехова), принадлежавшее местному караимскому благотворительному обществу.
Симферопольская девичья караимская школа была ликвидирована местными властями в 1924 г.

## Преподаватели

### Содержательницы училища
- 1892—1893 — Анна Ильинична Казас
- 1893—1902 — Султан Марковна Сараф
- 1902—1924 — Рахиль Яковлевна Хаджи

### Учителя
- Эмилия Самойловна Коген
- Мария Яковлевна Майкапар
- Розалия Борисовна Марголина
- Мария Владимировна Перепелицына
- Евдокия Петровна Ростовцева
- Биче Моисеевна Султанская
- Марьям Юфудовна Шапшал

### Законоучители
- Илья Ильич Казас
- Шаббетай Борисович Койчу
- Бераха Шаалтиэлевич Харченко
- Иосиф Моисеевич Кефели
- Рафаил Яковлевич Кальфа
- Борис Саадьевич Ельяшевич
- Исаак Юфудович Ормели